# Pareques fuscovittatus
Pareques fuscovittatus és una espècie de peix de la família dels esciènids i de l'ordre dels perciformes.

## Morfologia
- Els mascles poden assolir 20 cm de longitud total.[4][5]

## Hàbitat
És un peix marí, de clima tropical (6°N-5°N) i bentopelàgic.

## Distribució geogràfica
Es troba a l'oceà Pacífic oriental central: Mèxic.

## Observacions
És inofensiu per als humans.